# Cratere Zosia
Zosia  è un cratere sulla superficie di Venere.